# Vigilius von Thapsus
Vigilius von Thapsus († um 490?) war Bischof der nordafrikanischen Stadt Thapsus in der Provinz Byzacena.
Vigilius war unter den Teilnehmern einer Art Bischofssynode, die für den 1. Februar 484 vom Vandalenkönig Hunerich nach Karthago einberufen wurde und auf der Bischöfe der katholischen Kirche und der Arianer diskutieren sollten. Dies geht aus den „Notitia“ im Anhang der Geschichte des Victor von Vita hervor.
Eine solche Konferenz hätte in jener Zeit, als eine Kirchenspaltung bestand, große Bedeutung gehabt, doch ging sie durch das Verhalten des arianischen Patriarchen in einen Tumult über. Wenig später erließ König Hunerich ein Edikt zur Enteignung der nicht übergetretenen Katholiken, dem die Verbannung vieler Bischöfe folgte.
Doch außer dieser Erwähnung des Bischofs ist über Vigilius' Werdegang oder seine nachfolgenden Tätigkeiten nur wenig bekannt. Zwei theologische Werke und mehrere von ihm überkommenen Streitschriften lassen einige Rückschlüsse zu. 

So wird vermutet, dass er (um 485?) nach Konstantinopel floh, als die katholischen Bischöfe von Nordafrika – das damals im Gegensatz zu heute eine blühende Landschaft war – von den Vandalen verbannt wurden. Seine Schreiben zeigen, dass er aktiv an den theologischen Kontroversen teilnahm, welche später die Mehrzahl der östlichen Kirchengemeinschaften erregten. Mit Sicherheit stammt der theologische Dialog „Contra Arianos, Sabellianos et Photinianos; Athanasio, Ario, Sabellio, Photino et Probo judice, interlocutoribus“ (lat., „gegen die Arianer, Sabellianer ...“) aus seiner Feder.
Vigilius von Tapsos schrieb auch die 5-bändige Abhandlung „Contra Eutychetem“, die eine wertvolle Zusammenfassung der Argumente gegen den Eutychianismus enthält. Er bezieht sich auf dieses Fachbuch in zwei oder drei anderen Werken, die er gegen die Irrlehren des Diakons Maribadus und gegen die Ansichten des arianischen Bischofs Palladius verfasste.
Noch viele andere Arbeiten werden Vigilius zugeschrieben, was aber nicht immer eindeutig belegbar ist. Dazu gehören:
- Ein weiterer Dialog Contra Arianos
- Contra Maribadum Arianum
- Contra Palladium Arianum
- Zwölf Bücher De Trinitate (über die Dreifaltigkeit)
- Contra Felicianum Arianum
- Solutiones objectionum Arianorum, und
- eine Collatio cum Pascentio Ariano.

Mehrere dieser Schriften blieben durch die Werke anderer Autoren erhalten. Die frühere Annahme, dass Vigilius auch der Autor von Quicumque war, hat hingegen nach Kunstle, „Antipriscilliana“ (Freiburg 1905) keine verlässliche Grundlage.